# 科斯蒂內什蒂鄉

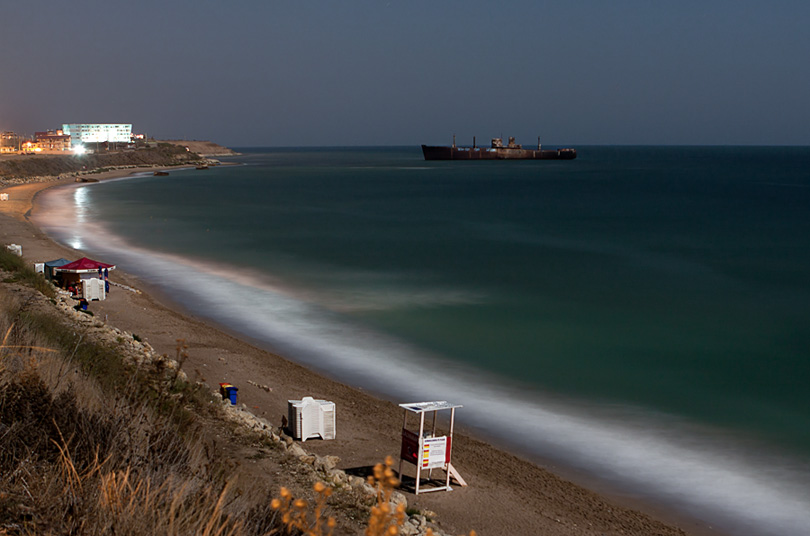

43°57′0″N 28°38′0″E / 43.95000°N 28.63333°E
科斯蒂內什蒂鄉（羅馬尼亞語：Comuna Costinești, Constanța），是羅馬尼亞的鄉份，位於該國西南部，由康斯坦察縣負責管轄，面積20平方公里，海拔高度50米，2009年人口2,581，人口密度每平方公里127人。